# Huara pudica
Huara pudica är en spindelart som beskrevs av Forster och Wilton 1973. Huara pudica ingår i släktet Huara och familjen Amphinectidae. Inga underarter finns listade i Catalogue of Life.